# Marisol del Olmo
Marisol del Olmo (Ciudad de México, 9 de mayo de 1975) es una actriz de series y telenovelas mexicana.

## Biografía
La actriz mexicana debutó en la pantalla chica en la producción Sentimientos ajenos, de 1996, que protagonizó la conductora y actriz Yolanda Andrade junto a Carlos Ponce. Posteriormente, consiguió un papel secundario en la telenovela Pueblo chico, infierno grande, en 1997, a la edad de 25 años, para luego integrarse finalmente a la exitosa producción El privilegio de amar, de 1998, donde compartió créditos con Adela Noriega.
Reapareció en 2000, con el personaje de Mireya Rodríguez, en la telenovela La casa en la playa, luego con Carla Estrada en su telenovela El manantial en 2001, interpretando a Mercedes.
En 2002 tuvo una participación especial en una de las cuatro temporadas de la telenovela Clase 406 como Eugenia Moretti.
Se cambia de casa televisiva en 2003 a Telemundo, donde forma parte de la exitosa telenovela Ladrón de corazones, y 4 años después para 2007 regresa a Televisa con la telenovela Pasión, que protagonizaron Susana González y Fernando Colunga.
El productor Nicandro Díaz la invita a participar Mañana es para siempre en 2008 como Erika Astorga. Avanzada la producción, la actriz confirma su embarazo, el cual no afectó ni a las grabaciones ni a su personaje en la telenovela.
Regresa a las telenovelas en 2010 en Soy tu dueña producción de Televisa producida por Nicandro Díaz González y protagonizada por Lucero y Fernando Colunga.
En 2011 participa en la nueva serie de Televisa con el productor Pedro Torres, El Grecco, donde interpreta a Natalia, que se estrenó en marzo. También Luis de Llano anuncia que es la coprotagonista de su nueva historia Esperanza del corazón donde comparte créditos con Lisardo y La reina del melodrama Lucía Méndez, interpretando a Lorenza Duprís, personaje por el cual ganó el premio TVyNovelas 2012 como Mejor actriz coestelar.
En 2012 viajó a Colombia, donde grabó la novela ¿Quién eres tú? por R.T.I. interpretando a Lucía, la antagonista de la historia, y compartiendo créditos con Julián Gil, Laura Carmine y Jorge Cao.
En la primavera de 2013, regresó a México y la productora Lucero Suárez le ofreció un papel en la telenovela De que te quiero, te quiero, como Irene Cáceres.
En 2015 antagoniza la telenovela Amor de barrio del productor Roberto Hernández Vázquez en su regreso como Catalina López Reyna.
En 2017 interpreta a la querida Tomasa de Tomasa Tequiero y a Juana en Enamorándome de Ramón de la productora Lucero Suárez.
En 2018 participa en la telenovela Papá a toda madre como Yuriria Bullegoyri.
En 2018 interpreta a Salomé, una mujer manipuladora en La jefa del campeón y comparte créditos con África Zavala y Carlos Ferro.
En 2019 participa en Por amar sin ley, interpretando a Rocío.
En el mismo año participa en Médicos, línea de vida, dándole vida a Constanza Madariaga, esposa de René Castillo.
En 2021 participa en Te acuerdas de mí, donde interpreta a Ivana.
En 2022 participa en La madrastra, haciendo el rol de Lucrecia.
En 2024 participa en El ángel de Aurora, haciendo el papel de Jezabel.

## Filmografía

### Telenovelas
- Sentimientos  ajenos (1996) - Lupita
- Pueblo chico  infierno grande (1997) - Leocadia
- El privilegio  de amar (1998-1999) - Antonia "Toña" Fonseca
- La casa en la  playa (2000) - Mireya
- El manantial  (2001-2002) - Mercedes
- Clase  406 (2002-2003) - Eugenia Moreti
- Ladrón de  corazones (2003) - Marcela
- Pasión  (2007-2008) - Jimena Hernández
- Mañana es para  siempre (2008-2009) - Érika Astorga
- Soy  tu dueña (2010) - Gabriela Islas
- De que te  quiero, te quiero (2013-2014) - Irene Cáceres
- Amor  de barrio (2015) - Catalina Lopezreina Vda. de Márquez
- El hotel de  los secretos (2016) - Emma de la Garza
- Perseguidos  (2016-2017) - María Guadalupe Luján Flores
- Enamorándome  de Ramón (2017) - Juana López Ortiz
- Papá a toda  madre (2017) - Yuriria Bullegoyri
- La jefa del  campeón (2018) - Salomé Salas de Ávila
- Por  amar sin ley (2019) - Rocío Arreola de Olguín
- Médicos, línea de vida (2019-2020) - Constanza Madariaga de Castillo.[21]
- Te acuerdas de  mí (2021) - Ivana Castillo de González
- La madrastra  (2022) - Lucrecia Lombardo Fuentes
- Perdona  nuestros pecados (2023) - Silvia Zamudio
- El ángel de  Aurora (2024-2025) - Jezabel Campero Navarro

Programas
- La rosa de Guadalupe (2008) - Cecilia / Lorna / Isabel
- Adictos (2009)
- El equipo (2011) - Natalia Santillán
- Como dice el dicho
- Nueva vida (2013) - Brenda
- Estudio en la calle St. Jude (2015-2016) - Eva

### Cine
- Damas y caballeros (2011)

### Teatro
- Los Fantastikos Luisa (1995)
- Una noche en Broadway (1996)
- Los Musicales (Forbidden Broadway) (1996)
- Starlight Express (1997)
- La ronda de las arpías (1999)
- Regina, un musical para una nación que despierta (2004-2006)
- SorPresas Sor Elizabeth (2008)
- Las tandas del principal Maria Conesa (2010)[22]
- Boeing, Boeing producción de Ruben Lara (2012)
- Los locos Addams Alicia Beineke (2015)[23]
- El joven Frankenstein Elizabeth Benning .(2016)[24]

## Premios y nominaciones

### Premios TVyNovelas
| Año  | Categoría               | Telenovela                  | Resultado |
| ---- | ----------------------- | --------------------------- | --------- |
| 2008 | Mejor actriz coestelar  | Pasión                      | Ganadora  |
| 2012 | Mejor actriz coestelar  | Esperanza del corazón       | Ganadora  |
| 2014 | Mejor actriz de reparto | De que te quiero, te quiero | Nominada  |
| 2016 | Mejor actriz antagónica | Amor de barrio              | Nominada  |
| 2018 | Mejor actriz coestelar  | Enamorándome de Ramón       | Nominada  |

### TV Adicto Golden Awards
| Año  | Categoría                        | Telenovela | Resultado |
| ---- | -------------------------------- | ---------- | --------- |
| 2007 | Mejor actriz en papel secundario | Pasión     | Ganadora  |